# Rilhac-Xaintrie
Rilhac-Xaintrie ist eine französische Gemeinde mit 306 Einwohnern (Stand 1. Januar 2022) im Département Corrèze in der Region Nouvelle-Aquitaine. Die Einwohner nennen sich Rilhacois(es).

## Geografie
Die Gemeinde liegt im Zentralmassiv in der Xaintrie und ist von ausgedehnten Feldern und Wäldern umgeben. Tulle, die Präfektur des Départements, befindet sich rund 40 Kilometer nordwestlich und Argentat 25 Kilometer südwestlich sowie Aurillac im Cantal etwa 45 Kilometer südöstlich.
Nachbargemeinden von Rilhac-Xaintrie sind Soursac im Norden, Chaussenac im Nordosten, Barriac-les-Bosquets im Osten, Pleaux im Südosten, Saint-Julien-aux-Bois im Westen sowie Auriac im Nordwesten.

## Wappen
Beschreibung: In Silber sieben rote Pfähle.

## Einwohnerentwicklung
| Jahr      | 1962 | 1968 | 1975 | 1982 | 1990 | 1999 | 2007 | 2016 |
| Einwohner | 493  | 537  | 509  | 439  | 383  | 330  | 308  | 304  |